# 567 г. пр.н.е.

## Събития

### В Азия

#### Във Вавилония
- Навуходоносор II (605 – 562 г. пр.н.е.) е цар на Вавилония.[1]

#### В Мидия
- Астиаг (585/4 – 550/9 г. пр.н.е.) е цар на Мидия.[2]

### В Африка

#### В Египет
- Фараон на Египет е Амасис II (570 – 526 г. пр.н.е).[3]
- Бившият фараон Априй (589 – 570 г. пр.н.е.) нахлува в Египет с вавилонска помощ в опит да си върне властта, но е победен и убит.[4]

### В Европа
- 25 май – римският цар Сервий Тулий празнува втори триумф (след 571 г. пр.н.е.) за нова победа над етруските (според Фасти Триумфалес).[5]

## Починали
- Априй, фараон на Египет от Двадесет и шестата династия